# Louis Bacquin
Louis Jean-Baptiste Bacquin (Péruwelz, 17 september 1820 - Parijs, 28 juli 1862) was een Belgisch volksvertegenwoordiger en burgemeester.

## Levensloop
Bacquin was de zoon van Louis-Joseph Bacquin en Marie Speelman. Hij was getrouwd met Julienne Hortense Fostier (1814-1891).
Hij begon aan een politieke loopbaan als provincieraadslid in de provincie Henegouwen (1848-1861).
In 1857 werd hij schepen van Péruwelz en werd in 1858 burgemeester, wat hij bleef tot aan zijn dood. 
In juni 1861 werd hij verkozen tot liberaal volksvertegenwoordiger voor het arrondissement Doornik, maar na iets meer dan een jaar overleed hij.
Hij leed aan een ongeneeslijke ziekte, waar hij onder meer in Parijs voor behandeld werd, met als gevolg dat hij eigenlijk nooit in het parlement heeft gezeteld. In de mededeling van zijn overlijden door zijn weduwe aan de voorzitter van de Kamer, vermeldde ze dat het hem zeer speet dat hij geen kennis had kunnen maken met zijn collega-Kamerleden.